# STS–28
Az STS–28 jelű küldetés az amerikai űrrepülőgép-program 30., a Columbia űrrepülőgép 8. repülése.

## Küldetés
Az Amerikai Védelmi Minisztérium megbízásából indított negyedik Space Shuttle repülés.

## Jellemzői
A beépített kanadai Canadarm (RMS) manipulátor kart 50 méter kinyúlást biztosított (műholdak indítás/elfogása, külső munkák [kutatás, szerelések], hővédőpajzs külső ellenőrzése) a műszaki szolgálat teljesítéséhez.

### Első nap
1989. augusztus 8-án a szilárd hajtóanyagú gyorsítórakéták, Solid Rocket Booster(SRB) segítségével Floridából, a Cape Canaveral (KSC) Kennedy Űrközpontból, a LC39–B (LC – Launch Complex) jelű indítóállványról emelkedett a magasba. Az orbitális pályája 90,5 perces, 57 fokos hajlásszögű, elliptikus pálya perigeuma 289 kilométer, az apogeuma 306 kilométer volt. Szállított hasznos teher felszálláskor 19 600 kilogramm

## Hasznos teher
1. A küldetés része volt egy 11 kilós emberi koponya – sugárdózis kísérletnek vetették alá (IDRD). A közös NASA/DoD kísérlet célja, hogy meghatározzák az űrrepülés alatti sugárterhelés mértékét.
2. Az űrrepülőgép külső felületének infravörös kamerával történő ellenőrzése második alkalommal történt. Az ellenőrzés célja megvizsgálni az űrrepülőgép hővédő rendszerének sértetlenségét.

### Műholdak
A tehertérben rögzített kommunikációs műholdakat a Canadarm (RMS) manipulátor kar segítségével pályairányba állították. A műhold pályairányba állítását követően az űrrepülőgép 13-16 kilométerre eltávolodott. A műholdat a 60 perc múlva, automatikusan induló PAM–D főmotor sikeresen geoszinkron pályába emelte.

#### USA–40
Építette a Hughes Space and Communications Co. (HSC). Üzemeltetők a Nemzeti Felderítő Hivatal (NRO) (Chantilly) és a Légierő (USAF) (Washington).
A Satellite Data System (SDS) egy katonai kommunikációs műhold. Hasznos működéséhez tovább kettő kommunikációs műhold szükséges. Az alacsonyan repülő felderítő műholdak, a Lacrosse rendszer relé állomásaként szolgált. Infravörös érzékelőivel a korai riasztás szerves részét képezte.
Három generációja ismert: 1976-1987  SDS–1;  1989-1996 SDS–2;  1998-tól napjainkig SDS–3. Megnevezések: USA–40 (DoD); SDS–2 1 (Satellite Data System); DS–2 (Data System); SDS–B F–1 (Satellite Data System Flight 1). Kódja: SSC 20167. Spin- stabilizált (mechanikus) műhold, típusú HS–376W. Az orbitális egység pályája sarkvidékek feletti hajlásszögű, elliptikus pálya perigeuma 300 kilométer, az apogeuma 39 000 kilométer volt. Hasznos tömege 2335 kilogramm. Formája hengeres, átmérője 3,6 méter, 11,8 méter hosszú. Kettő kommunikációs antennával rendelkezik, az egyik átmérője 4,5 méter, a másik 2 méteres, ez biztosítja a földi összeköttetést. Az űreszköz felületét napelemek borították, éjszakai (földárnyék) energiaellátását 3 darab NiCd (kémiai) akkumulátorok biztosították (1238 watt). Az ultra - magas frekvenciájú kommunikációt 12 csatorna biztosította.
Előző katonai műhold az USA–39  (1989 - 046A), következő az US –41 (1989 - 061C).

#### USA–41
Katonai felderítő műhold. Megnevezések: USA–41 (DoD); Ferret (89-1). Kódja: SSC 20172.
Előző katonai műhold az USA–40 (1989-061B), következő az USA–42 (1989-064A).

#### Ötödik nap
1989. augusztus 13-án Kaliforniában az Edwards légitámaszponton (AFB) szállt le. Összesen 5 napot, 1 órát, 00 percet és 8 másodpercet töltött a világűrben. 3 400 000 kilométert (2 100 000 mérföldet) repült, 81 alkalommal kerülte meg a Földet. Egy különlegesen kialakított Boeing 747 tetején augusztus 21-én visszatért kiinduló bázisára.

## Személyzet
(zárójelben a repülések száma az STS–28-cal együtt)
- Brewster Shaw (3), parancsnok
- Richard Richards (1), pilóta
- James Adamson (1), küldetésfelelős
- David Leestma (2), küldetésfelelős
- Mark Brown (1), küldetésfelelős

### Visszatérő személyzet
- Brewster Hopkinson Shaw (3), parancsnok
- Richard Richards (1), pilóta
- James Adamson (1), küldetésfelelős
- David Cornell Leestma| (2), küldetésfelelős
- Mark Brown (1), küldetésfelelős